# Antonio De Tomaso
Antonio Di Tommaso, castiglianizzato in De Tomaso quando iniziò a lavorare come stenografo in parlamento, (Buenos Aires, 26 giugno 1889 – Buenos Aires, 3 agosto 1933) è stato un politico argentino.

## Biografia
Figlio di immigrati italiani di umili origini (il padre, Saverio Di Tommaso era un muratore e la madre, Filomena Bruno, sarta), a 24 anni De Tomaso si laureò in giurisprudenza all'Università di Buenos Aires ed entrò al Congresso argentino.
Iscritto al Partito Socialista dal 1912, fu deputato tra il 1914 e il 1930. Alla Camera sostenne le posizioni socialiste sulle questioni di politica estera e di difesa, ma lasciò la sua impronta anche sulle discussioni relative al codice penale promulgato nel 1921 e su varie legislazioni economiche e sociali.
Nel 1927, contro la divisione radicale del partito al governo tra "personalistas", allineati con Hipólito Irigoyen, e "antipersonalistas", guidò una scissione del Partito Socialista, portando alla nascita del Partito Socialista Indipendente (PSI). Il PSI partecipò con altri settori politici al colpo di stato militare del 1930. Durante la dittatura del generale Uriburu il PSI fu perseguitato. Successivamente il partito fece parte della coalizione del Presidente Augustìn P. Justo. De Tomaso fu durante questa presidenza Ministro per l'Agricoltura (1931 - 1933) e con l'altro "indipendente" Federico Pinedo, Ministro delle Finanze. Come parte di questo governo, De Tomaso mostrò grandi capacità d'innovazione, in linea con i socialisti europei e il dibattito sul ruolo dello Stato e sulla pianificazione economica.
Morì prematuramente nel 1933.

## Famiglia
Antonio De Tomaso fu il padre di Alejandro De Tomaso, pilota automobilistico e fondatore dell'omonima casa automobilistica.